# Хатагины (монголы)
Хатагины (монг. хатагин) — один из древнейших родов монголов. Представители этого рода в настоящее время проживают на территории Монголии, Бурятии и Внутренней Монголии. Численность носителей родовой фамилии Хатгин в Монголии составляет более 12 тысяч человек; Хатагин — более 8 тысяч человек.

## Происхождение
Монгольское племя хатагины ведёт своё начало от Буха-Хатаги, старшего сына праматери монголов Алан-гоа. Племя хатагин пришло в Мавераннахр вместе с сыном Чингисхана Чагатаем и сыграло огромную роль в политической истории и этногенезе многих современных тюркских народов.
Согласно «Сокровенному сказанию монголов», происхождение хатагинов следующее:
- Борте-Чино, родившийся по изволению Вышнего Неба. Супругой его была Гоа-Марал, потомком их был Бата-Чиган.
- Сын Бата-Чигана — Тамача.
- Сын Тамачи — Хоричар-Мерген.
- Сын Хоричар-Мергана — Аучжам-Бороул.
- Сын Аучжам-Бороула — Сали-Хачау.
- Сын Сали-Хачау — Еке-Нидун.
- Сын Еке-Нидуна — Сим-Сочи.
- Сын Сим-Сочи — Харчу.
- Сын Харчу — Борчжигидай-Мерген — был женат на Монголчжин-гоа.
- Сын Борчжигидай-Мергена — Тороголчжин-Баян — был женат на Борохчин-гоа.
- Сыновья Тороголчжина: Дува-Сохор и Добун-Мерген.
- Добун-Мерган женился на Алан-гоа, дочери Хори-Туматского Хорилартай-Мергана, родившейся в Арих-усуне. Войдя в дом к Добун-Мергану, Алан-гоа родила двух сыновей. 
  - То были Бугунотай и Бельгунотай.
- После смерти Добун-Мергана, Алан-гоа, будучи безмужней, родила трех сыновей от Маалиха Баяудайца.
  - То были: Бугу-Хадаги, Бухату-Салчжи и Бодончар-простак.
- Бельгунотай стал родоначальником племени Бельгунот.
- Бугунотай стал родоначальником племени Бугунот.
- Бугу-Хатаги стал родоначальником племени ХАТАГИ.
- Бухуту-Салчжи стал родоначальником племени Салчжиут.
- Бодончар стал родоначальником поколения Борчжигин, от которого произошел Чингисхан.

Данные о хатагинах встречаются у Рашид ад Дина в одном из его историко-этнографических трудов «Джами ат-таварих», который был написан в XIV в.

## Современные хатагины
В Монголии хатагины (хатагин, хатагид, хатагин сартуул) проживают в сомонах Жаргалан, Тариат, Хангай, Хашаат Архангайского аймака; сомонах Баяндун, Дашбалбар, Гурванзагал, Чулуунхороот, Баян-Уул, Баянтүмэн, Матад, Халхгол Восточного аймака; сомонах Сонгино, Түдэвтэй, Ургамал, Дөрвөлжин, Завханмандал, Эрдэнэхайрхан, Яруу Завханского аймака; сомонах Сүхбаатар, Эрдэнэцагаан Сүхбаатарского аймака; Шаамар, Алтанбулаг, Ерөө Селенгинского аймака; сомонах Баянцагаан, Баян Центрального аймака; сомоне Завхан Убсунурского аймака; сомонах Ханх, Цагаан-Үүр и Шинэ-Идэр Хубсугульского аймака. Хатагины также распространились в Ордосе и хошунах узумчинов Внутренней Монголии.
В Монголии проживают носители следующих родовых фамилий: хатгин, хатагин, их хатгин, хатаган, хатагид, хатагин боржигин, хатагин боржигон, хатагин сартуул, хатагин тайж нар, хатакин, хатахин, хатгад, хатган, хатгид, хатгин сартуул, хатгин тайж, хатгин халх, хатигад, хатиган, хатиган боржигон, хатиган сартуул, хатиган халх, хатигид, хатигин, хатихан, хатхан, хатхин, хачгин, хачиган, хачигин. Общая численность носителей перечисленных фамилий составляет более 31 тыс. человек.
Хатагины проживают в составе селенгинских бурят (хатагин, батот-хатагин) на территории Селенгинского и Джидинского районов Бурятии. Они также отмечены в составе ряда других этнических групп бурят: ашибагатов, сартулов, табангутов, хори-бурят (хухур хатагин в составе рода галзууд), китойских бурят. Известно о наличии рода хатыгын в составе народа саха. Роды катакин, хатакин (хатагин, хатахин), хашигин входят в состав хамниган. В составе баргутов проживают носители родового имени хатигин.
Хатагины, осевшие в Афганистане, образовали одно из племен в составе хазарейцев — катаган.
Во времена Монгольской империи хатагины вошли в состав тюркских народов. Их потомков в настоящее время называют катаганами. Катаганы известны в составе узбеков. Носителями этнонима катаган также являются представители племени тагчи. Потомки катаганов в составе казахов ныне известны как шанышкылы. Одна из сельских общин кайтагцев Дагестана носила имя Катаган, жителей которого именовали катаганцами. Отмечается, что в Кайтаге (в Дагестане) монгольский язык сохранялся до XVII в. При этом мнение об использовании кайтагцами монгольского языка, по мнению востоковеда В. Ф. Минорского и исследователя А. О. Муртазаева, ошибочно.

## Известные монголы-хатагины
- Хатагин Цэндийн Дамдинсурэн (1908—1986) — монгольский учёный-лингвист, писатель и поэт. Автор гимна Монголии, первого крупного русско-монгольского словаря, поэтического перевода «Сокровенного сказания» на современный монгольский язык.